# グランプリ・ピノ・チェラミ
グランプリ・ピノ・チェラミ（Grand Prix Pino Cerami）は例年4月上旬、ベルギー、エノー州で開催される、自転車競技、ロードレースにおけるワンデイレース。UCIヨーロッパツアー1.1カテゴリである。2014年までは4月に開催されていたが、2015年以降は7月に開催されている。

## 概要
イタリア出身で、後にベルギー国籍選手となったピノ・チェラミを記念して開催されたレース。財政難のため、1993年は中止となった。

## 歴代優勝者
| 年   | 優勝者                             |
| ---- | ---------------------------------- |
| 1964 | アンドレ・ノワイエル               |
| 1965 | ヤン・ボーネン                     |
| 1966 | エディ・メルクス                   |
| 1967 | ウィリー・プランカールト           |
| 1968 | ジュリアン・ステヴェンス           |
| 1969 | フランス・ミンチェンス             |
| 1970 | アンドレ・ディリクス               |
| 1971 | ジョルジュ・ファン・コニングスロー |
| 1972 | クリスティアン・カレンス           |
| 1973 | フェルディナント・ブラック         |
| 1974 | マルク・ドメイエ                   |
| 1975 | エディ・フェルストラーテン         |
| 1976 | ウィリー・テイルリンク             |
| 1977 | ヨゼフ・ヤコブス                   |
| 1978 | ヘリー・クネットマン               |
| 1979 | ダニエル・フェルプランク           |
| 1980 | ヨープ・ズートメルク               |
| 1981 | ヨープ・ズートメルク               |
| 1982 | ロニー・ファン・ホレン             |
| 1983 | ベルナール・イノー                 |
| 1984 | ヘリー・クネットマン               |
| 1985 | パウル・ハヘドーレン               |
| 1986 | ウース・フローラー                 |
| 1987 | ロルフ・セレンセン                 |
| 1988 | ヨーン・ターレン                   |
| 1989 | シュテファン・ヨーオ               |

| 年   | 優勝者                         |
| ---- | ------------------------------ |
| 1990 | マキシミリアン・シャンドリ     |
| 1991 | アンドレイ・チミル             |
| 1992 | ローラン・デュフォー           |
| 1993 | 中止                           |
| 1994 | ミケーレ・バルトリ             |
| 1995 | ファビアーノ・フォンタネッリ   |
| 1996 | マルコ・セルペッリーニ         |
| 1997 | 中止                           |
| 1998 | マルコ・セルペッリーニ         |
| 1999 | ファブリツィオ・ギディ         |
| 2000 | ヤン・バルトコヴィスキ         |
| 2001 | スコット・サンダーランド       |
| 2002 | カーク・オービー               |
| 2003 | バルト・フォスカンプ           |
| 2004 | ニコ・サイメンス               |
| 2005 | カイ・ルス                     |
| 2006 | セバスティアン・ランヘヴェルト |
| 2007 | ルカ・ソラーリ                 |
| 2008 | パトリック・カルカーニ         |
| 2009 | 中止                           |
| 2010 | ユーレ・コツヤン               |
| 2011 | ベルト・スヘイルリンクス       |
| 2012 | ガエタン・ビユ                 |
| 2013 | ヨナス・ファン・ヘネフテン     |
| 2014 | アレッサンドロ・ペタッキ       |
| 2015 | フィリップ・ジルベール         |

| 年   | 優勝者                   |
| ---- | ------------------------ |
| 2016 | イェーレ・ワライス       |
| 2017 | ワウト・ファン・アールト |
| 2018 | ピーター・ケノー         |
| 2019 | ブライアン・コカール     |